# Hele kámo, kdo tu vaří?
Hele kámo, kdo tu vaří? (v anglickém originále Waiting…) je americký nezávislý film z roku 2005 v hlavních rolích s Ryanem Reynoldsem, Justinem Longem a Annou Faris. Scenárista a režisér Rob McKittrick scénář napsal, když pracoval jako číšník.

## Děj
Film se zaměřuje na několik postav - zaměstnanců restaurace. Dean pracuje od zakončení střední školy jako číšník a během svého studia na vysoké škole nezískal titul. Když se od své matky dozví, že jeho spolužák ze střední Chett je nyní bakalář v elektroinženýrství, začne přemýšlet o změně ve svém životě. Deanův chlípný kamarád a kolega Monty je ve stejné situaci, ale akceptuje to, že jeho budoucnost je v restauraci Shenaniganz. Monty má vyškolit nově najatého číšníka Mitche, který se po většinu filmu téměř nedostane ke slovu. Dalšími Deanovými kolegy jsou Calvin, beznadějný romantik, který nemůže najít vztah, a Dan, nervózní manažer, který má Deana za chráněnce. Mezi personál patří také sedmnáctiletá hosteska Natasha, věčně rozčílená servírka Naomi, Montyho expřítelkyně a servírka Serena, Deanova přítelkyně a servírka Amy, skladníci a rádoby gangsteři T-Dog a Nick, vedoucí Raddimus, šílený a hygienické předpisy nedodržující kuchař Floyd a filozof a umývač nádobí Biskup.
Zaměstnanci se zabavují nekonečným klevetěním, stěžováním si na zákazníky, těm zvláště nepříjemným se skrytě mstí a hrají hru, která spočívá v ukazování genitálií kolegům. Několik minut před zavírací dobou přijde Chett s přítelkyní a nechá Deanovi ze soucitu velké spropitné. To přiměje Deana, aby svou práci opustil, odmítá pozici asistenta vedoucího, kterou mu na začátku nabídl Dan, a vydá se hledat slibnější budoucnost.
Po konci směny všichni směřují na party do domu Montyho a Deana. Na party Monty vydrží nemít sex s Natashou (odloží ho na další středu, kdy bude mít Natasha osmnáct), Calvin se pokusí vyřešit své problémy se vztahy a Mitch seřve většinu z kolegů poté, co ho celý den přerušovali uprostřed vět. Skončí tím, že všem z nich ukáže svůj penis (v rámci hry na ukazování genitálií). Monty ho potom za to označí za boha a slibuje mu svou nehynoucí věrnost. Film končí, když zaměstnanci mluví o incidentu s Mitchem a debutovým hiphopovým videoklipem Nicka a T-Doga.

## Obsazení
| Ryan Reynolds           | Monty        |
| Anna Faris              | Serena       |
| Justin Long             | Dean         |
| Kaitlin Doubleday       | Amy          |
| David Koechner          | Dan          |
| Dane Cook               | Floyd        |
| Luis Guzmán             | Raddimus     |
| Chi McBride             | Biskup       |
| John Francis Daley      | Mitch        |
| Robert Patrick Benedict | Calvin       |
| Alanna Ubach            | Naomi        |
| Vanessa Lengies         | Natasha      |
| Max Kasch               | T-Dog        |
| Andy Milonakis          | Nick         |
| Jordan Ladd             | Danielle     |
| Emmanuelle Chriqui      | Tyla         |
| Wendie Malick           | Montyho máma |